# Benifairó de la Valldigna
Benifairó de la Valldigna – gmina w Hiszpanii, w prowincji Walencja, we wspólnocie autonomicznej Walencja, o powierzchni 20,2 km². W 2021 roku liczyła 1542 mieszkańców.